# Warenhäuser Knopf
Die Warenhäuser Knopf waren zwischen Ende des 19. Jahrhunderts und Ende der 1970er Jahre regional bedeutende süddeutsche und schweizerische Handelsunternehmen. Sie wurden gegründet von Mitgliedern der jüdischen Kaufmannsfamilie Knopf. Diese stammte wie die Familie Tietz (Hermann Tietz – Hertie – und Leonhard Tietz – später Kaufhof) aus der polnischen Stadt Międzychód, die um 1850 zum preußischen Bezirk Posen gehörte und damals Birnbaum hieß.

## Geschichte

Namensaktie über 500 Franken der Sally Knopf AG in Luzern vom 2. September 1935

Das erste Kaufhaus der Geschwister Knopf gründete 1881 der jüngste der Knopf-Brüder, Max Knopf (1857–1934) zusammen mit seiner zehn Jahre älteren Schwester Johanna unter dem Namen „Warenhaus Geschwister Knopf“ in Karlsruhe. Ihm folgte der fünf Jahre ältere Bruder Moritz mit einer Warenhauseröffnung in Straßburg unter dem Namen „M. Knopf“ sowie einer weiteren im südbadischen Lahr.
Die Schwester Eva Knopf heiratete Rudolph Schmoller, der dann in Mannheim ein Warenhaus und 1900 mit seinem Bruder Hermann in Frankfurt am Main das Kaufhaus Hansa eröffnete. Am Mannheimer Paradeplatz wurde das repräsentative Kaufhaus im Stil eines Loire-Schlosses erbaut. 1938 wurde Schmoller zwangsarisiert. Heute befindet sich auf dem Quadrat eine Kaufhof-Filiale.
1887 schließlich folgte der Älteste der Geschwister Knopf, Sally, mit einer Warenhauseröffnung in Freiburg im Breisgau, zunächst als „Strassburger Engros-Lager“ unter dem Firmennamen „M. Knopf“. Seit etwa 1900 firmierte er dann unter eigenem Namen mit „S. Knopf“. Sally Knopf dehnte seine Geschäfte in die Schweiz aus und eröffnete unter anderem in Basel, Luzern, Interlaken und Fribourg Geschäfte. Ein Knopf-Haus in Zürich, das Bruder Albert eröffnete, konnte sich nicht halten; ein ehemaliger Geschäftsführer der Zürcher Filiale gründete später das Warenhaus Brann. Weitere Knopf-Filialen entstanden in Südbaden, in Lörrach, Schopfheim, Emmendingen und später auch in Offenburg, die wie die Schweizer Filialen vom Stammhaus in Freiburg beliefert wurden.

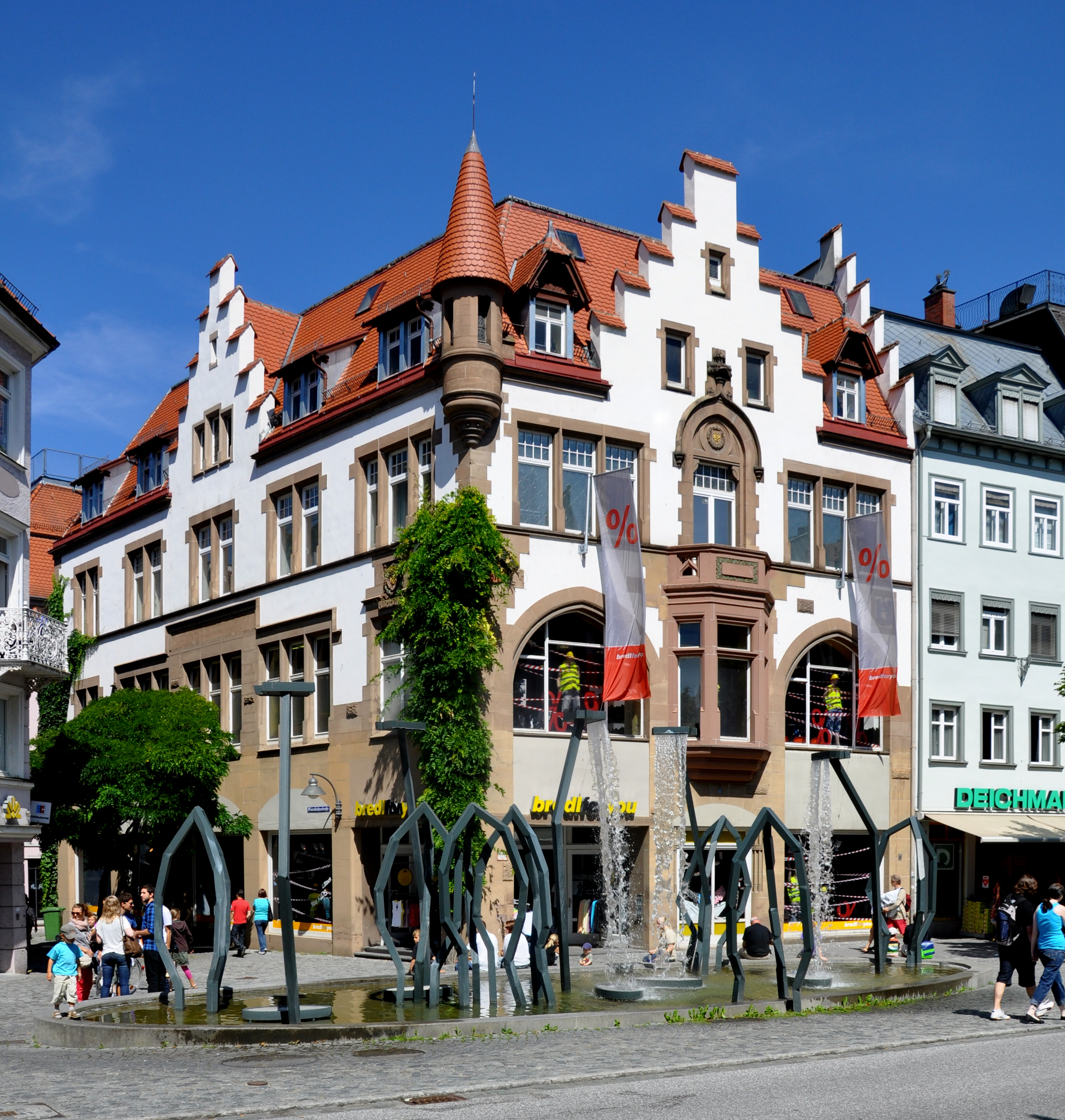
Ehemaliges Warenhaus Knopf am Marienplatz in Ravensburg (Foto von 2011)

Durch gemeinsamen Einkauf konnten die Brüder Knopf günstige Preise anbieten und brachten dadurch teilweise den örtlichen Einzelhandel in Bedrängnis. Bis zum Ende des Ersten Weltkriegs hatten die Brüder Knopf ein Imperium von ungefähr 70 Häusern, Filialen und Partnerbetrieben, aufgebaut. Die sonstigen gemeinsamen Geschäftsbeziehungen sind noch weitgehend unbekannt, da die Geschichte der Familie Knopf noch wenig erforscht ist. So ist auch unklar, wie es dazu kam, dass die Brüder auch in den Gebieten der jeweils Anderen Geschäfte eröffneten. So hatte Max Knopf, der eigentlich in Nordbaden engagiert war, auch in Stuttgart und Ravensburg Geschäfte eröffnet, aber auch im Gebiet von Moritz Knopf, in Metz, Luxemburg und im Elsass. Auch Geschäfte in Konstanz, Winterthur und Schaffhausen gehen auf Max Knopf zurück.
Mit dem Ende des Ersten Weltkriegs gingen die Häuser im Elsass und in Lothringen verloren. Im Deutschen Reich konnten sich die Häuser bis zur „Arisierung“ 1937/38 halten, wobei schon ab 1933 die Stimmung gegen die „Warenhausjuden“, die angeblich dem örtlichen Einzelhandel schadeten, angeheizt worden war.
Nach dem Zweiten Weltkrieg konnten die Erben von Sally Knopf als wieder aufgenommene Teilhaber des Freiburger Warenhauses dieses mit bis zu elf Filialen in Südbaden bis 1982 unter dem Namen „Kaufhaus für Alle“ weiterführen. Am 4. März 1978 wurde die Basler Knopf AG vom Bekleidungskonzern C&A übernommen, nachdem sie vier Generationen in Familienhand gewesen war. Die restlichen Knopf-Warenhäuser wurden bis 1979 ebenfalls von C&A bzw. vom Warenhauskonzern Loeb übernommen.